# Hanka Krawcec

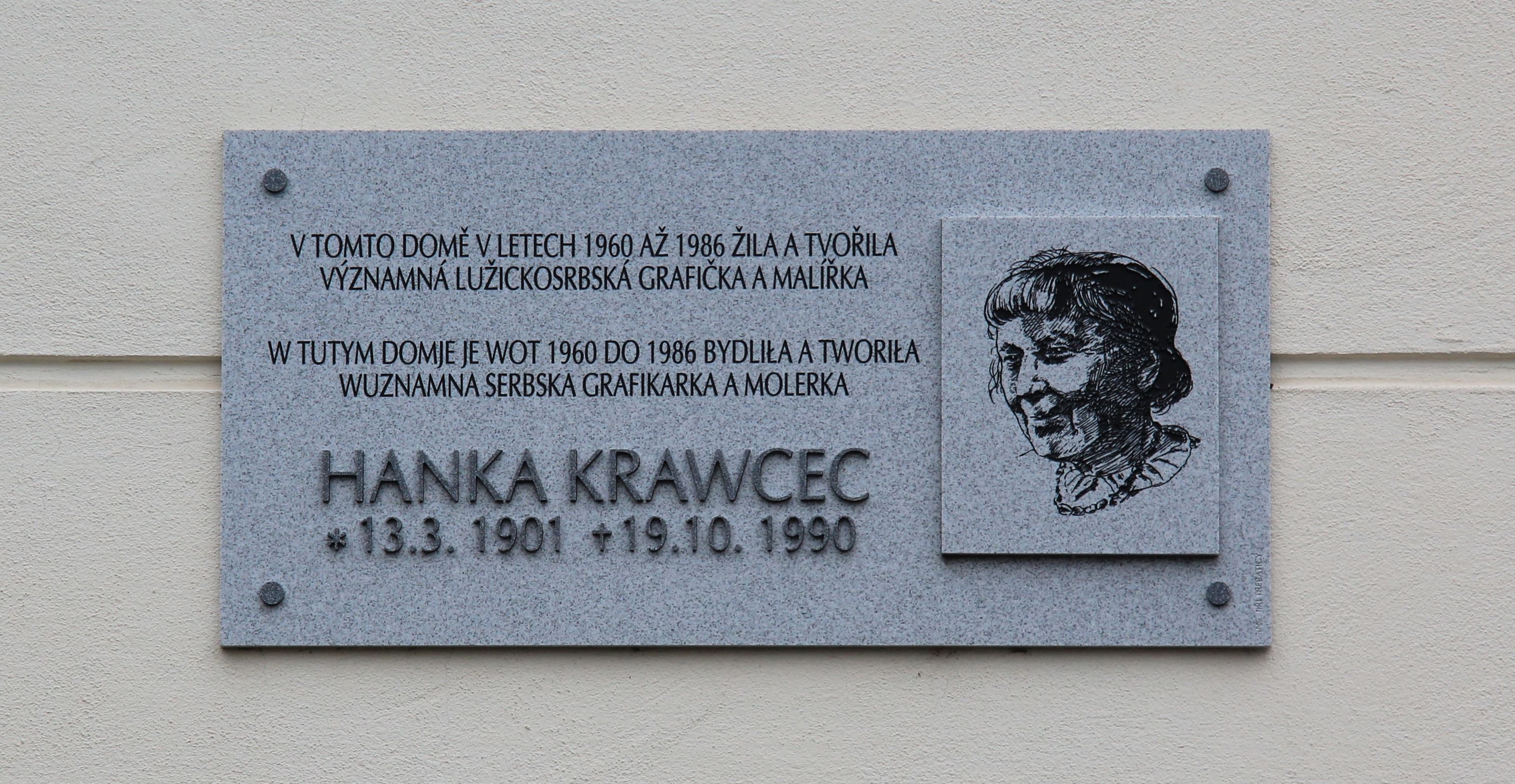
Hanka Krawcec

Hanka Krawcec (ur. 13 marca 1901 w Dreźnie, zm. 19 października 1990 w Jiříkovie) – serbołużycka malarka i grafik (drzeworytniczka).

## Życiorys
Większą część życia spędziła w czeskim Varnsdorfie (głuż. Warnoćicy). Jej najbardziej znanym dziełem jest cykl grafik Člověk.